# Gajusz II z Jerozolimy
Gajusz II z Jerozolimy – dwudziesty drugi biskup Jerozolimy.